# Sandrowo
Sandrowo (bułg. Сандрово) – wieś w Bułgarii, w obwodzie Ruse, w gminie Ruse. Według danych szacunkowych Ujednoliconego Systemu Ewidencji Ludności oraz Usług Administracyjnych dla Ludności, 15 grudnia 2018 roku miejscowość liczyła 1225 mieszkańców.
Miejscowość jest ośrodkiem przemysłu odzieżowego i olejarskiego (produkcja oleju słonecznikowego).

## Osoby związane z miejscowością
- Walentin Jordanow (1960) – bułgarski zapaśnik